# Prowincja Passoré
Prowincja Passoré – jedna z 45 prowincji w Burkina Faso. Zajmuje powierzchnię 3 867 km². W 2006 roku jej populacja liczyła 322 873 mieszkańców (10 lat wcześniej, w 1996 roku, zanotowano 272 137 mieszkańców. 